# Nymphon forticulum
Nymphon forticulum is een zeespin uit de familie Nymphonidae. De soort behoort tot het geslacht Nymphon. Nymphon forticulum werd in 1995 voor het eerst wetenschappelijk beschreven door Child. 